# Cofidis (wielerploeg)/2004
Deze pagina geeft een overzicht van de wielerploeg Cofidis in 2004.
| Naam                                     | Geboortedatum | Nationaliteit       | Ploeg 2003             |
| ---------------------------------------- | ------------- | ------------------- | ---------------------- |
| Igor Astarloa (tot 24-04)                | 29-03-1976    | Spanje              | Saeco                  |
| Daniel Atienza Urendez                   | 22-09-1974    | Spanje              |                        |
| Frédéric Bessy                           | 09-01-1972    | Frankrijk           |                        |
| Alexandre Cabrera (stagiair vanaf 01-09) | 25-12-1984    | Frankrijk           | -                      |
| Jimmy Casper                             | 28-05-1978    | Frankrijk           | Fdjeux.com             |
| Médéric Clain                            | 29-10-1976    | Frankrijk           |                        |
| Arnaud Coyot                             | 06-10-1980    | Frankrijk           |                        |
| Íñigo Cuesta                             | 03-06-1969    | Spanje              |                        |
| Christophe Edaleine                      | 01-11-1979    | Frankrijk           | Jean Delatour          |
| Jimmy Engoulvent                         | 07-12-1979    | Frankrijk           | Brioches La Boulangère |
| Peter Farazijn                           | 27-01-1969    | België              |                        |
| Bingen Fernández                         | 15-12-1972    | Spanje              |                        |
| Dmitri Fofonov                           | 15-08-1976    | Kazachstan          |                        |
| Philippe Gaumont                         | 22-02-1973    | Frankrijk           |                        |
| Massimiliano Lelli                       | 02-12-1967    | Italië              |                        |
| David Millar                             | 04-01-1977    | Verenigd Koninkrijk |                        |
| Amaël Moinard (Stagiair vanaf 01-09)     | 02-02-1982    | Frankrijk           | -                      |
| David Moncoutié                          | 30-04-1975    | Frankrijk           |                        |
| Damien Monier                            | 27-08-1982    | Frankrijk           |                        |
| Stuart O'Grady                           | 06-08-1973    | Australië           | Crédit Agricole        |
| Luis Pérez Rodríguez                     | 16-06-1974    | Spanje              |                        |
| Nicolas Roche (Stagiair vanaf 01-09)     | 03-07-1984    | Ierland             | -                      |
| Hayden Roulston                          | 10-01-1981    | Nieuw-Zeeland       |                        |
| Staf Scheirlinckx                        | 12-03-1979    | België              | Flanders-iTeamNova     |
| Janek Tombak                             | 22-07-1976    | Estland             |                        |
| Guido Trentin                            | 24-11-1975    | Italië              |                        |
| Cédric Vasseur                           | 18-08-1970    | Frankrijk           |                        |
| Matthew White                            | 22-02-1974    | Australië           | US Postal              |

## Overwinningen
GP di Lugano
Frédéric Bessy
Vierdaagse van Duinkerken
1e etappe: Jimmy Casper
Ronde van Picardië
4e etappe: Jimmy Casper
GP de Villers Cotterêts
Stuart O'Grady
Critérium du Dauphiné Libéré
5e etappe: Stuart O'Grady
7e etappe: Stuart O'Grady
Ronde van Frankrijk
5e etappe: Stuart O'Grady
11e etappe: David Moncoutié
Tour de la Région Wallonne
1e etappe: Hayden Roulston
HEW Cyclassics
Stuart O'Grady
Ronde van Denemarken
1e etappe: Stuart O'Grady
3e etappe: Janek Tombak
6e etappe: Jimmy Casper
Tour de l'Ain
5e etappe: Cédric Vasseur
Tour du Limousin
6e etappe: Cédric Vasseur
Kampioenschap van Vlaanderen
Jimmy Casper
Circuit Franco-Belge
2e etappe: Jimmy Casper
Eindklassement: Jimmy Casper
Mannen: 1997 · 1998 · 1999 · 2000 · 2001 · 2002 · 2003 · 2004 · 2005 · 2006 · 2007 · 2008 · 2009 · 2010 · 2011 · 2012 · 2013 · 2014 · 2015 · 2016 · 2017 · 2018 · 2019 · 2020 · 2021 · 2022 · 2023 · 2024 · 2025
Vrouwen:2022 · 2023 · 2024 · 2025